# Коваленко Дмитро Тимофійович
Дмитро Тимофійович Коваленко (народився 13. 03. 1957, с. Стара Басань Бобровицького району Чернігівської області) – український музикант (трубач), педагог. Заслужений артист України (1998). 

## Життєпис
Закінчив Київську консерваторію (1981; викладач М. Бердиєв). 
Від 1980 – артист оркестру Національного ансамблю танцю України ім. П. Вірського (Київ). 
Водночас 2000–10 – викладач музичної школи № 21, від 2010 – дитячо-юнацького центру Дарницького району у Києві.
Є керівником гуртка трубачів Народного художнього колективу естрадно-духова студія «Сувенір».

## Творчість
У репертуарі – «Венеціанський карнавал» Дж. Арбана, соло на трубі з симфонічним оркестром, низка сольних творів у супроводі фортепіано, твори з репертуару ансамблю.